# Apparently, Disillusioned Adventurers Will Save the World
Apparently, Disillusioned Adventurers Will Save the World (яп. 人間不信の冒険者たちが世界を救うようです, Ningen Fushin no Bōkensha-tachi ga Sekai o Sukuu Yō Desu, укр. Авантюристи, які не вірять у людство, врятують світ) — серія ранобе, написана Шінтою Фуджі та ілюстрована Сусуму Куроі. Серіалізація розпочалася онлайн у січні 2019 року на сайті для публікації творів Shōsetsuka ni Narō. Пізніше права на видання отримала компанія Media Factory, яка випустила шість томів з вересня 2019 по листопад 2023 року під своїм імпринтом MF Books. Манґа з ілюстраціями Масакі Кавакамі публікується онлайн на вебсайті ComicWalker від Kadokawa Shoten з жовтня 2019 року. Вона зібрана у шість танкобонів. Аніме, створене студією Geek Toys, транслювалося з січня по березень 2023 року.

## Сюжет
Досвідчений авантюрист Нік старанно працює, щоб привести свою групу до найвищого рангу, адже це його найбільша мрія. Проте його безцеремонно виганяють із команди через неприязнь, фальшиві романтичні стосунки та розкрадання коштів. Залишившись без мети, Нік витрачає свої заощадження на мерчандайз і стає фанатом айдолів, щоб якось зводити кінці з кінцями. Як на диво, троє пригнічених людей сідають за його стіл, намагаючись впоратися зі своїми проблемами за допомогою випивки і всі діляться своїми сумними історіями. Усі четверо мають спільну рису — зрада. Нік, маг Тіана, клірик Зем і драконолюдка Каран домовляються створити незламну команду, щоб врятувати людство від корупції.

## Персонажі
Нік (яп. ニック, Nikku)
Сейю: Юсуке Кобаяші (оригінал), Кіран Фліттон (англійський дубляж)
Головний персонаж, а також лідер групи та злодій. Його вигнали з колишньої групи після сварки через привласнення коштів його товаришами по команді, після чого його кидає його шахрайка-дівчина, і він потрапляє в спіраль занепаду, витрачаючи всі свої гроші на айдолів. Однак після зустрічі з Тіаною, Керран і Земом, з якими він об'єднується через спільні зради, він пропонує створити нову групу, щоб фінансувати їхній спосіб життя, одночасно працюючи над подоланням своїх проблем, зокрема схильності ставитися зверхньо до інших.
Тіана (яп. ティアーナ, Tiāna)
Сейю: Саюмі Ватабе (оригінал), Крістіна Келлі (англійський дубляж)
Колишня аристократка та маг групи. Вона була відмінною студенткою в престижній академії, поки її злопам'ятний наречений не розірвав їхнє заручени, а потім її позбавили титулу після того як її помилково звинуватили в хабарництві. Після того, як вона програла всі свої гроші в азартних іграх, вона вирішила стати авантюристкою, але її суворий вигляд ускладнював приєднання до групи, поки вона не зустріла Ніка, Каран і Зема.
Каран (яп. カラン, Karan)
Сейю: Саяка Кікучі (оригінал), Брітні Карбовські (англійський дубляж)
Драконолюдка та воїн групи. Її пограбували і залишили вмирати в підземеллі її колишні товариші по команді, через що у неї виникли серйозні проблеми з довірою. Дивом виживши, вона вирішує повернути унікальну реліквію яку вкрали її колишні товариші і приєднується до Ніка, Тіани та Зема, для цього працюючи над подоланням своєї головної вади: відсутністю освіти. Окрім того, що вона ненажера, вона є єдиною учасницею групи, яка не має поганої звички витрачати гроші, переконавши нових товаришів довірити їй зберігання їхніх спільних коштів.
Зем (яп. ゼム, Zemu)
Сейю: Шун'ічі Токі (оригінал), Лендон МакДональд (англійський дубляж)
Колишній священик і лікар групи. Він жив як прагнучий вірянин Бога, поки не відхилив роман з неповнолітньою дівчиною. Вона помстилася йому, неправдиво звинувативши його в нападі, що призвело до його виключення та вигнання з церкви. Після цього він витратив всі свої гроші на алкоголь, щоб забути свої горе що призвело до залежності. Доброчесна господиня готелю згодом прийняла його і порадила стати авантюристом, чим він і зайнявся, що призвело до зустрічі з Ніком, Каран і Тіаною.
Кізуна (яп. キズナ)
Сейю: Мікако Комацу (оригінал), Філіп Вебер (англійський дубляж)
Святий Меч Зв'язків, має силу з'єднувати дві довірливі сутності в одну сильнішу фігуру. Приймає форму молодого чоловіка, який стає супутником групи
Агата (яп. アゲート, Agēto)
Сейю: Каорі Ішіхара (оригінал), Келсі Махер (англійський дубляж)
Співаюча айдолка з якою Нік подружився і яку вважає своїм кумиром. Він збирає товари, пов'язані з її айдол-групою як хобі.

## Медіа

### Ранобе
Серія ранобе, написана Шінтою Фудзі, почала публікуватись на сайті Shōsetsuka ni Narō у січні 2019 року. Пізніше її придбала компанія Media Factory, яка випустила його з ілюстраціями Сусуму Курої під їхнім імпринтом MF Books. Серія виходила в шести томах з 25 вересня 2019 року по 25 листопада 2023 року.
На Sakura-Con 2022 компанія Yen Press оголосила, що отримала ліцензію на публікацію серії англійською мовою.
| № | Дата виходу       | ISBN                   |
| - | ----------------- | ---------------------- |
| 1 | 25 вересня 2019   | ISBN 978-4-04-064062-4 |
| 2 | 25 березня 2020   | ISBN 978-4-04-064536-0 |
| 3 | 25 серпня 2021    | ISBN 978-4-04-680696-3 |
| 4 | 23 грудня 2022    | ISBN 978-4-04-682020-4 |
| 5 | 24 березня 2023   | ISBN 978-4-04-682320-5 |
| 6 | 25 листопада 2023 | ISBN 978-4-04-683072-2 |

### Манґа
Манґа з малюнками Масакі Кавакамі почала публікацію на сайті ComicWalker від Kadokawa Shoten 25 жовтня 2019 року.
| № | Дата виходу     | ISBN                   |
| - | --------------- | ---------------------- |
| 1 | 23 березня 2020 | ISBN 978-4-04-064478-3 |
| 2 | 21 серпня 2020  | ISBN 978-4-04-064826-2 |
| 3 | 22 січня 2021   | ISBN 978-4-04-680099-2 |
| 4 | 21 вересня 2021 | ISBN 978-4-04-680639-0 |
| 5 | 22 квітня 2022  | ISBN 978-4-04-681232-2 |
| 6 | 23 січня 2023   | ISBN 978-4-04-682065-5 |

### Аніме
Аніме-адаптацію було анонсовано на прямому ефірі з нагоди 8-ї річниці MF Books 15 серпня 2021 року. Пізніше було розкрито, що це телевізійний серіал, вироблений Frontier Works, аніме створене студією Geek Toys у співпраці з Seven, сценаристом та режисером якого є Іцукі Імадзакі, який також створював всі сторіборди для епізодів. Хіро Нагао відповідав за дизайн персонажів і був головним аніматором, а Рьо Такаші компонував музику. Серіал транслювався з 10 січня по 28 березня 2023 року на Tokyo MX та інших мережах. Опенінгою стала пісня «Glorious World» у виконанні Шунічі Токі, а ендинг — «Never Fear» у виконанні Мао Абе. Crunchyroll транслював серіал під назвою Ningen Fushin: Adventurers Who Don't Believe in Humanity Will Save the World і наразі транслює його разом з англійським дубляжем. Компанія Muse Communication також ліцензувала серіал для регіону Азії та Тихоокеанського басейну і транслювала його на каналі Muse Asia в YouTube.
| № серії | Назва серії | Режисер(и)       | Сценарист(и)                   | Оригінальна дата показу |
| ------- | --- | ---------------- | ------------------------------ | ----------------------- |
| 1       | «Disillusioned Adventurers» Транслітерація: «Ningen Fushin no Bōkensha-tachi» (яп. 人間不信の冒険者たち)                                             | Рюічі Баба       | Макото Такада, Іцукі Імазакі   | 10 січня 2023           |
| 2       | «The Ultimate Party Is Formed? Survivors!» Транслітерація: «Saikyō Pāti Kessei? Sabaibāzu!» (яп. 最強パーティ結成？サバイバーズ！)                   | Хісанорі Кобаяші | Ацуші Ока, Іцукі Імазакі       | 17 січня 2023           |
| 3       | «Curran's Secret» Транслітерація: «Karan no Himitsu» (яп. カランの秘密)                                                                              | Хан Янгхун       | Рьосуке Кобаяші, Іцукі Імазакі | 24 січня 2023           |
| 4       | «The Labyrinth of Bonds» Транслітерація: «Kizuna no Meikyū» (яп. 絆の迷宮)                                                                           | Кім Енбьонг      | Макото Такада, Іцукі Імазакі   | 31 січня 2023           |
| 5       | «A Meeting with the Iron Tigers.» Транслітерація: «Tekkotai, Aimamieru.» (яп. 鉄虎隊、相まみえる。)                                                  | Рюічі Баба       | Рьосуке Кобаяші, Іцукі Імазакі | 7 лютого 2023           |
| 6       | «Mathematics Bare Knuckle» Транслітерація: «Sansū Beanakkuru» (яп. 算数ベアナックル)                                                                 | Akio Hosoya      | Ацуші Ока, Іцукі Імазакі       | 14 лютого 2023          |
| 7       | «Gambling Lesson» Транслітерація: «Tobaku Shinan» (яп. 賭博指南)                                                                                     | Рюічі Баба       | Макото Такада, Іцукі Імазакі   | 21 лютого 2023          |
| 8       | «The Beautiful Paladin» Транслітерація: «Uruwashi no Paradin-sama» (яп. 麗しのパラディンさま)                                                        | Кім Енбьонг      | Рьосуке Кобаяші, Іцукі Імазакі | 28 лютого 2023          |
| 9       | «The Legend of the Labyrinth City - Stepping Man?!» Транслітерація: «Meikyū Toshi Densetsu Suteppingu Man!?» (яп. 迷宮都市伝説 ステッピングマン！？) | Хан Янгхун       | Ацуші Ока, Іцукі Імазакі       | 7 березня 2023          |
| 10      | «Labyrinth Dragnet» Транслітерація: «Meikyū Sōsamō» (яп. 迷宮捜査網)                                                                                 | Рюічі Баба       | Макото Такада, Іцукі Імазакі   | 14 березня 2023         |
| 11      | «Survivors VS Stepping Man» Транслітерація: «Sabaibāzu Bāsasu Suteppingu Man» (яп. サバイバーズVSステッピングマン)                                   | Кім Енбьонг      | Рьосуке Кобаяші, Іцукі Імазакі | 21 березня 2023         |
| 12      | «Adventurers Can't Save the World Yet!» Транслітерація: «Bōkensha wa Mada Sekai o Sukuenai» (яп. 冒険者はまだ世界を救えない)                         | Іцукі Імазакі    | Ацуші Ока, Іцукі Імазакі       | 28 березня 2023         |